# 横室の大カヤ

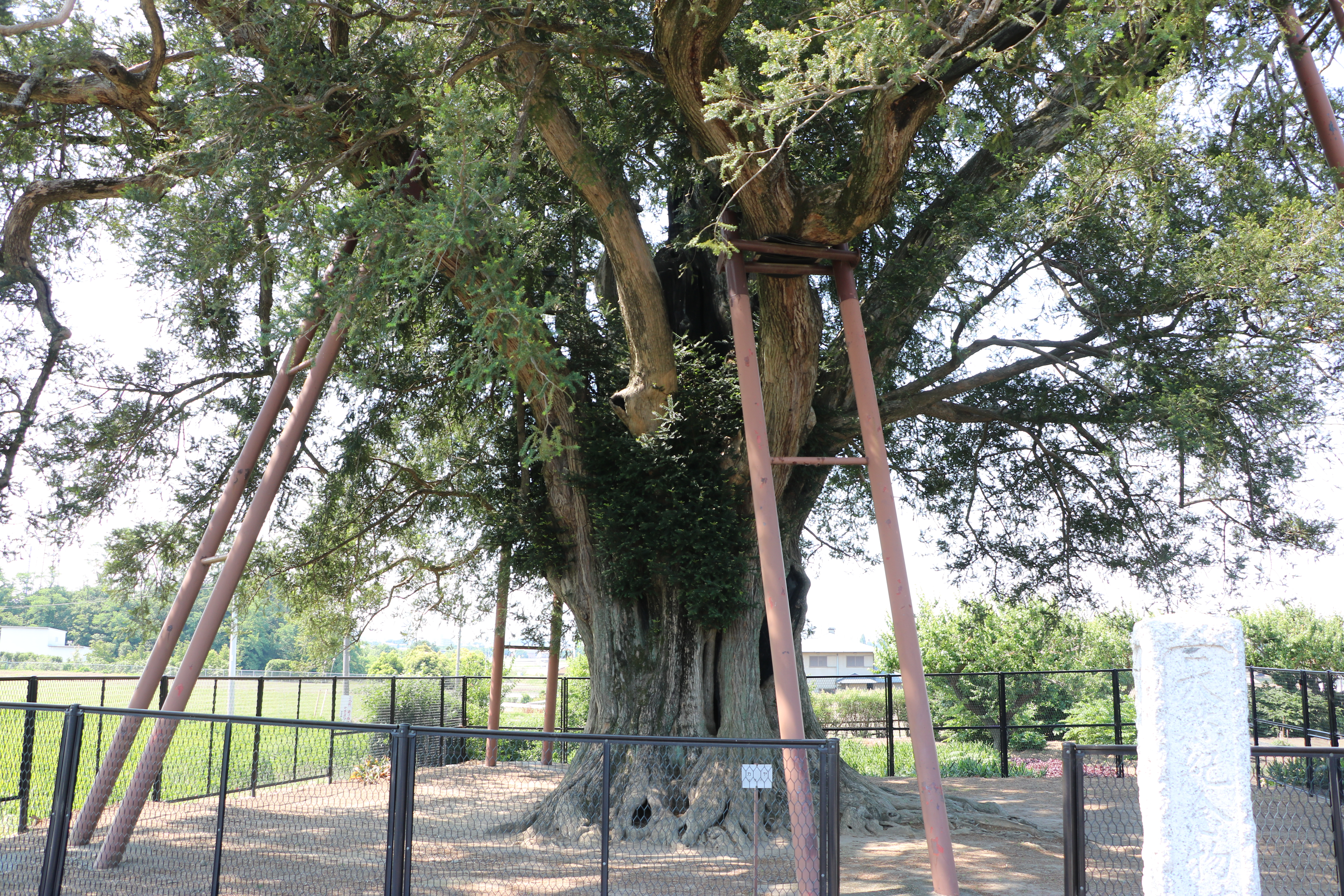
横室の大カヤ。2018年6月2日撮影。

横室の大カヤ（よこむろのおおカヤ）は、群馬県前橋市富士見町横室（旧:勢多郡富士見村大字横室）にあるカヤの巨木である。大正9年（1920年）7月17日に国の天然記念物に指定された。
生育地は当地の旧家金沢家の所有地であるが、一般に開放されており自由に見学できる。

## 解説

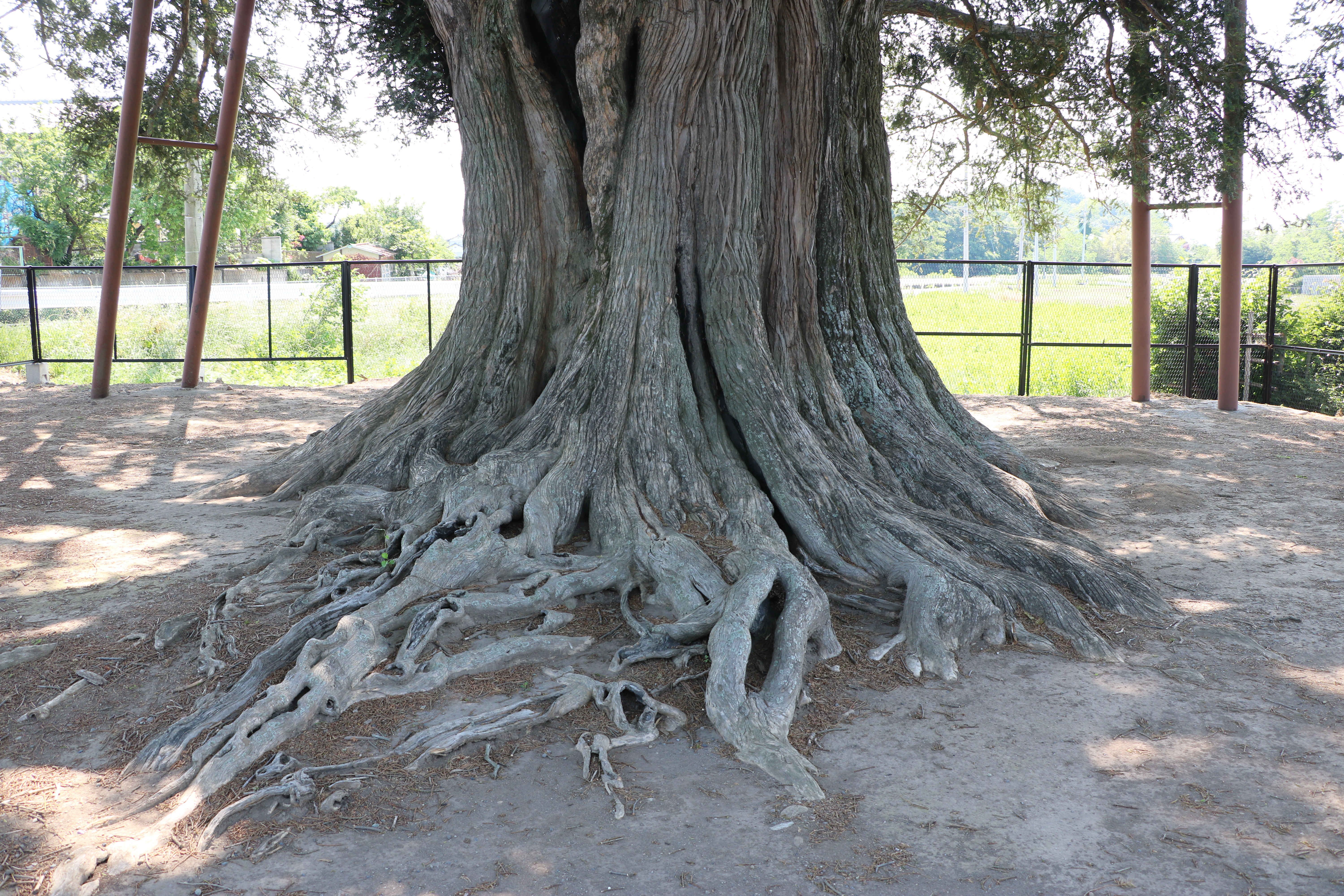
根回り。2018年6月2日撮影。

横室の大カヤは赤城山南麓を西から東に流れる用水路の大正用水と群馬県道101号線の交わる地点から、用水路沿いに30メートルほど下流右岸の金網で囲まれた場所に生育している。この場所は横室地区の旧家金沢家の所有地で、かつて同家の東方にあった諏訪神社の跡地に当たる。
金沢家の系図によれば、寛延2年（1749年）に同家の祖先が家の東方にあるカヤの大木の近くに諏訪神社を奉祀した際、このカヤの木をご神木として崇め奉り、大切に保護してきたという。その後、明治40年（1907年）に諏訪神社が村内の赤城神社へ合祀され、跡地となった諏訪神社旧境内は金沢家によって買い取られ、それ以来カヤの木は金沢家によって管理されている。横室のカヤはカヤの巨樹の代表的なものとして大正9年（1920年）7月17日に国の天然記念物に指定された。
平成12年（2000年）に計測された記録によれば樹高は24メートル、幹囲は8.1メートル、根回り13.2メートル、樹冠幅は17メートル。平成3年（1991年）に当時の環境庁がまとめた第4回自然環境保全基礎調査によれば樹齢は300年以上、旧富士見村によって設置された現地案内板では推定樹齢1,000年以上とされている。
カヤは雌雄異株であるが横室の大カヤは雌株である。
毎年10月頃にはカヤの実が実り、緑の大きな果実や茶色の種子がはみ出したものまで樹の下一面にカヤの実が落ち、周囲に独特の香りが立ち込める。かつては4石（約720リットル）も採れ、食用にしたり油を搾って利用したという。

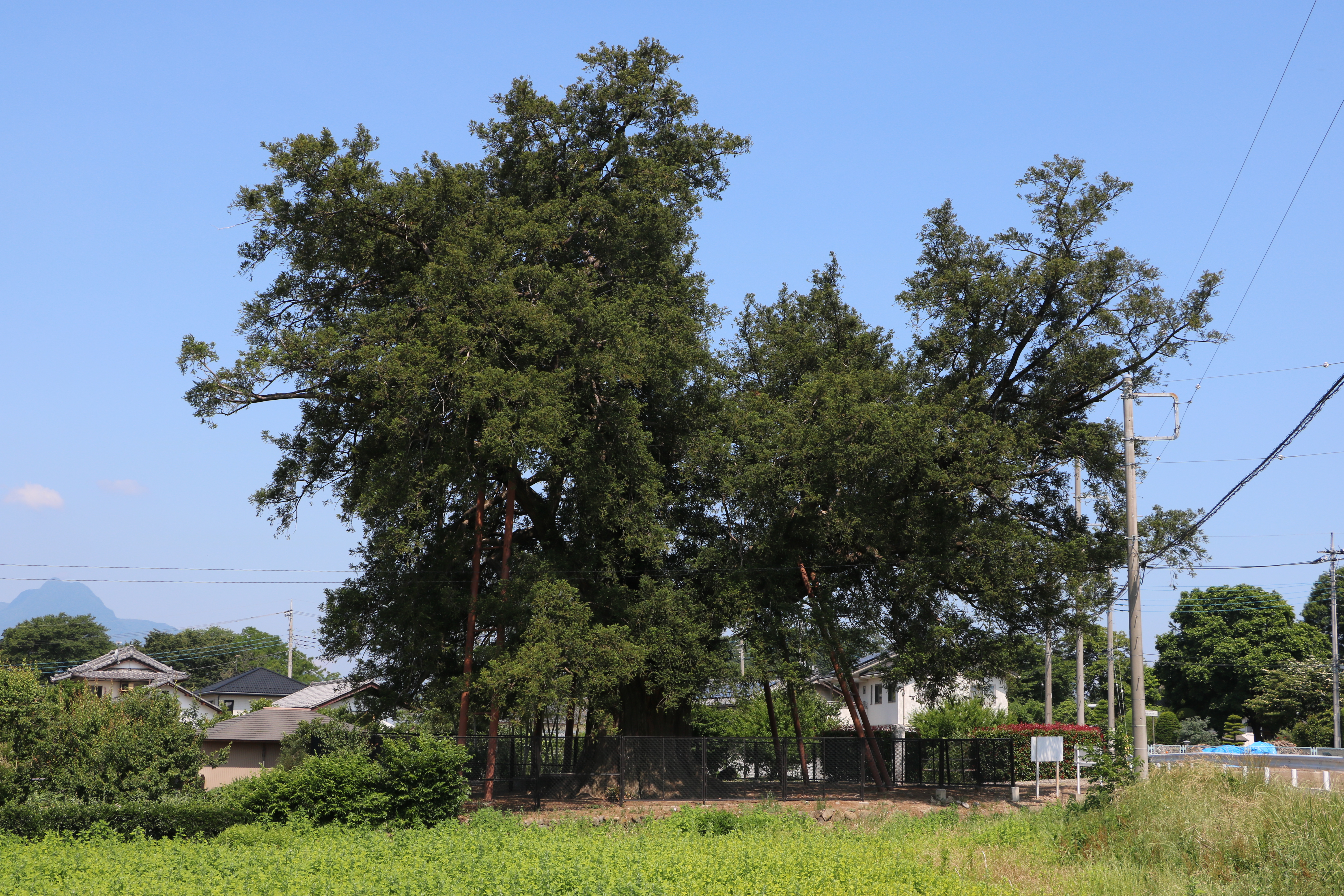
東側からの全景。
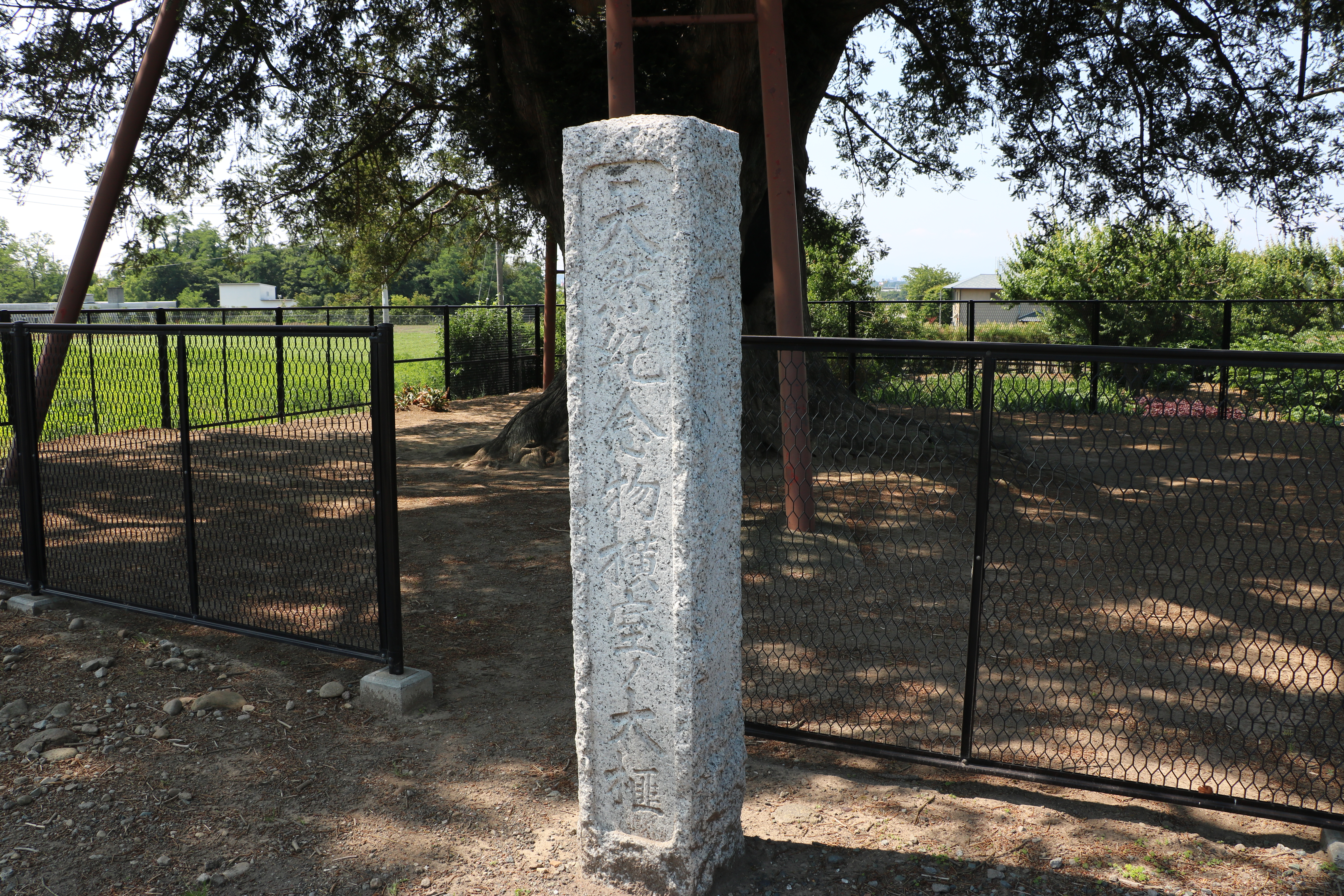
天然記念物指定の石碑。
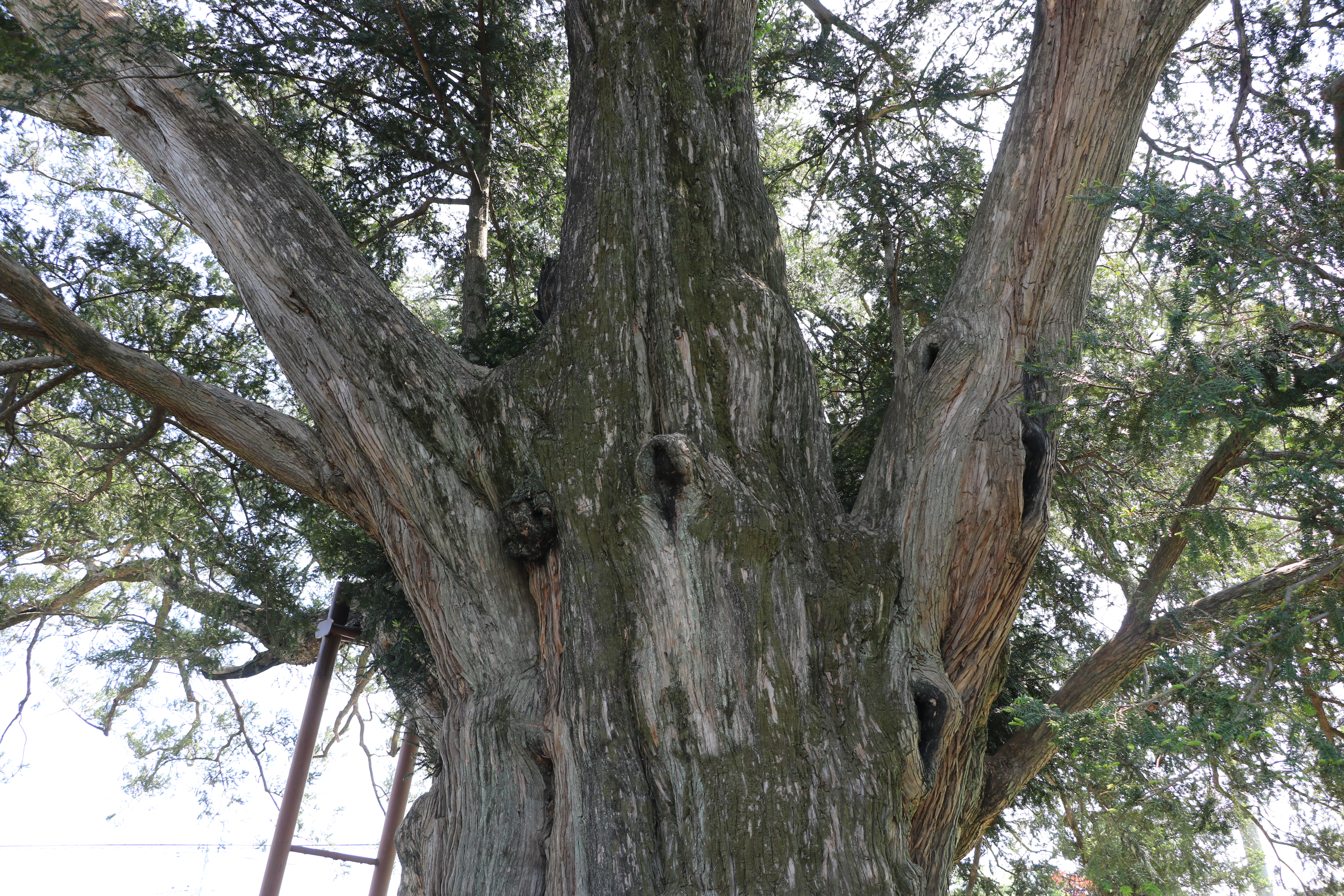
根本から5メートルほど上部で複数の枝に分かれている。
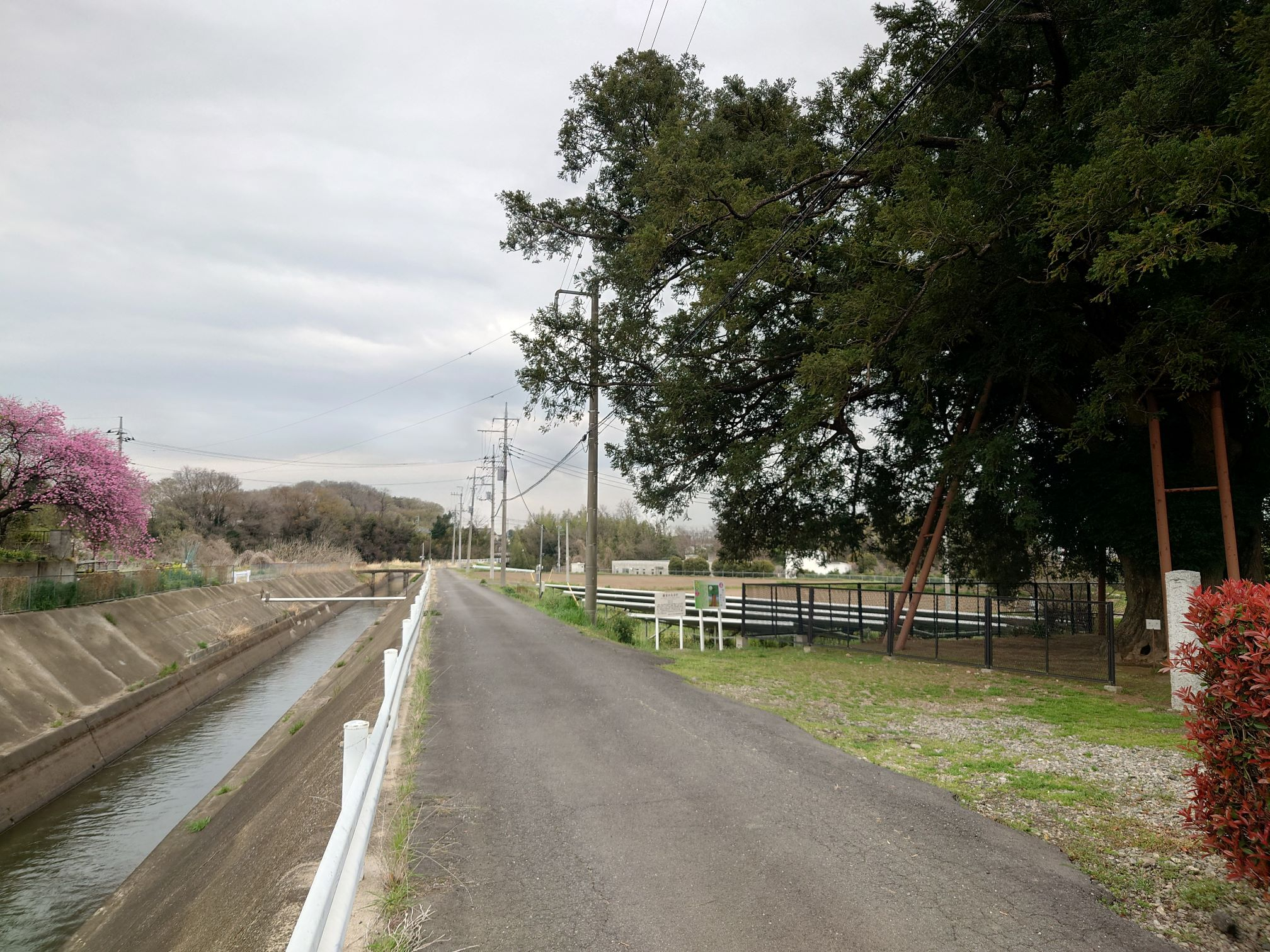
道を挟んで北側を大正用水が流れる。

## 交通アクセス
所在地
- 群馬県前橋市富士見町横室1013[1]

交通
- JR両毛線前橋駅よりバス渋川駅行き、またはJR上越線渋川駅よりバス前橋駅行き「法華沢」下車約750メートル。